# Останній танок
Останній танок — драма 2003 року.

## Сюжет
Після смерті маестро елітної танцювальної трупи напередодні світової прем'єри на допомогу артистам приходять їх колишні колеги Тревіс, Крісса і Макс. Сцена не пробачає помилок, але вони вирішують ризикнути, поставивши унікальну композицію, роботу яку їм довелося перервати 7 років тому..